# Atomic Workers
Atomic Workers ist eine 2003 in Bari gegründete italienische Psychedelic-Post-Punk-Band, die ursprünglich aus Mitgliedern der Band That’s All Folks und Gary Ramon von Sun Dial bestand.
Das Debütalbum Embryonic Suicide wurde 2003 in Gary Ramons Third Eye Studios in Hastings in England aufgenommen. Seither hat die Band ihren Wirkungsschwerpunkt in England. Danach wechselte die Band zum Berliner Label Nasoni Records. Das vierte Album Get Your Head Unreal wurde 2014 bei G.O.D. Records (Garden of Dreams) in Athen produziert.

## Diskografie
Alben
- 2004: Embrionic Suicide (CD; Acme Records)[3]

- 2006: Neuaufl. in Vinyl (Nasoni Records)

- 2007: Wall of Water Behind Me (CD u. Vinyl; Nasoni Records)[6][7]
- 2009: Third Disaster (CD u. limit. Vinyl; Nasoni Records / CD auch bei Black Widow Records)[8][9][10]
- 2014: Get Your Head Unreal (CD u. Vinyl; G.O.D. Records)

Singles
- 2007: The Seeker (live) (Nasoni Records)[11]

Kompilationsbeiträge
- 2006: Hurdy Gurdy auf Ten Years Anniversary Show – Nasoni Records Festival (Nasoni Records)[12]
- 2008: White auf TimeMazine #3 (TimeMazine)[13]
- 2000: You auf Desert Sound Vol. 3 (Perkele.it)[14]